# 週刊☆サッカー王国
週刊☆サッカー王国（しゅうかん さっかーおうこく）は、NHKさいたま放送局が県域のFMで放送しているサッカー情報番組である。

## 概要
平日夕方の県域FM番組『ウィークエンドカフェ』内のサッカー情報コーナーを発展させる形で、2008年9月19日にスタートした。埼玉県に本拠を置く浦和レッズと大宮アルディージャの話題を中心に据えており、視聴者からのメールやFAXを交えながらレッズとアルディージャの戦況を分析し解説する。また、なでしこリーグへの関心が高まって以降は、レッズレディースやASエルフェン埼玉についても取り上げる機会が増えている。
番組の放送内容は放送直後から1週間、公式サイトにてストリーミング配信される。
この番組は2009年4月19日放送の『三つのたまご』で、連続テレビ小説『つばさ』関連の取り組みとともに紹介された。なお、この番組のコメンテーターの清尾淳・土地将靖は、本番組での貢献が認められて、2012年の「第17回 NHK 関東甲信越 地域放送文化賞」を受賞した。
その後、2017年9月末に番組終了。

## 放送日時
2009年度まで
毎週金曜 18:30 - 19:00（うち約10分間は県内のニュースと天気）
金曜の18:00 - 18:30には『ウィークエンドカフェ』を、月曜～木曜の18:00-18:50には『サンセットパーク』を放送。
2010年度から
毎週金曜 18:00 - 18:50
ニュース・気象情報は単独番組として分離。他の曜日は『日刊!さいたま〜ず』を放送。

## 出演
- 渡辺裕之（進行役）
地元浦和出身の番組立ち上げ人で、大のレッズサポーターであることをNHKアナウンサーでありながら積極的に公表しているという極めて異色の顔を持つ。長崎への転勤で2012年6月8日の放送を以って一旦離れるが、V・ファーレン長崎が渡辺と転勤とほぼ時を同じくしてJ2に昇格したため、結局長崎でもJリーグ関係の取材を担当することになる。2015年度幹部昇格人事で地元に帰ってきたことで、同年6月12日の放送から再度出演する。
- 佐藤美絵（3代目アシスタント、さいたま局契約キャスター）
2015年度から担当するが、さいたま局に移る前は北関東3県のNHKを渡り歩いており、J2に関する知識は豊富。女性でありながらも公式審判員の資格も取得する。
- 清尾淳（スポーツライター、浦和レッドダイヤモンズ・オフィシャル・マッチデー・プログラム編集者）
- 土地将靖（スポーツライター、アルディージャを中心に取材）

### 過去
- 野地俊二（2代目進行役、2012年6月15日-2014年6月6日。サッカー担当アナウンサーとして知られる[誰に?]。さいたま局在籍時はBS1・総合テレビでの出演は僅少だった）
- 肥土貴美男（3代目進行役、2014年6月13日- 2015年6月5日。秩父市出身）
野地・肥土ともに渡辺不在時のさいたま局アナウンスチーム統括担当であった。但し、元々本来は報道メインのアナウンサーであった。
- 工藤むつみ（初代アシスタント、さいたま局契約キャスター、2011年度まで）
- 野田亜耶奈（2代目アシスタント、さいたま局契約キャスター、2012年度から3年間。元山口局同職）
- 田付智大（埼玉新聞社運動部記者、2010年度当初のみ）